# Duripelta townsendi
Duripelta townsendi là một loài nhện trong họ Orsolobidae.
Loài này thuộc chi Duripelta. Duripelta townsendi được Raymond Robert Forster & Norman I. Platnick miêu tả năm 1985.